# Modest Jorissen
Modest Jorissen (Loksbergen, 15 maart 1887 - aldaar, 10 augustus 1970) was een Belgische burgemeester.

## Levensloop
Modest Jorissen is de zoon van François Jorissen, een hoefsmid en pannenbakker. Na het overlijden van zijn vader, hertrouwde zijn moeder en werd de pannenbakkerij hernoemd naar zijn stiefvader Thielens. Ook Modest Jorissen werd eigenaar van pannenbakkerij Thielens. Daarnaast is hij ook actief geweest als landbouwer.
Bij het begin van de Eerste Wereldoorlog was Jorissen schepen in Loksbergen. Tijdens de Slag bij Halen onderscheidde hij zich door zich samen met pastoor August Cuppens te ontfermen over de gewonde soldaten. Na de slag hielp hij ook met het begraven van de overleden soldaten. Hij werd daarvoor onderscheiden als ridder in de Leopoldsorde. August Cuppens heeft het gedicht De Slag der Zilveren Helmen, dat de naam gaf aan deze slag aan Jorissen opgedragen. Het jaar nadien werd Jorissen beschuldigd van spionage. Hij werd opgepakt door de Duitsers, maar kon ontsnappen naar Nederland en zich via Groot-Brittannië bij de Belgische troepen voegen.
In 1921 nam Jorissen het met een aparte lijst op tegen de lijst van zittend burgemeester Alfons Nijns. Alhoewel de lijst van de burgemeester één zetel meer haalde, kon Jorissen zich toch tot burgemeester laten benoemen. De volgende verkiezingen won hij telkens tegen de lijst van Nijns, tot deze laatste overleed.
Jorissen bleef burgemeester tot Loksbergen eind 1964 verplicht werd te fusioneren met Halen. De Loksbergenaars kwamen uit onvrede met de fusie met een aparte lijst met als kopman Jorissen en aangevuld met enkele ontevreden Halenaars. Deze lijst won verrassend de verkiezingen van de lijst van burgemeester  Etienne Jacobs. Gezien zijn leeftijd nam Jorissen geen ambt meer op en liet het burgemeesterschap aan Marcel Vanschoenbeek.
Jorissen was tussen 1908 en 1914 dirigent van de fanfare In Vriendschap en Vrede.